# Грейнджер, Дэвид
Дэвид Артур Грейнджер (англ. David Arthur Granger; род. 15 июля 1945, Джорджтаун, Британская Гвиана) — гайанский военный и политический деятель, президент Гайаны с 16 мая 2015 по 1 августа 2020 года. Служил в качестве советника по национальной безопасности с 1990 по 1992 год, лидер оппозиции в Национальной ассамблее Гайаны с 2012 до 2015 год. Был кандидатом в президенты от оппозиционной коалиции на всеобщих выборах в ноябре 2011 года, но потерпел поражение.

## Карьера
Грейнджер родился в Джорджтауне, получил образование в Королевском колледже Гайаны, элитной и престижной школе, в которой до него обучались бывшие президенты Форбс Бёрнхем и Чедди Джаган, учёные Уолтер Родни и Руперт Рупнарайн. После окончания Королевского колледжа он поступил в Колледж кадетского корпуса королевы и в 1965 году вступил в Силы обороны Гайаны (GDF) в качестве офицера-курсанта. Уже в следующем году он получил чин второго лейтенанта был направлен на обучение в военный колледж в Нигерии. Далее он повышал квалификацию в военных учебных заведениях Бразилии и Великобритании.
В 1979 году в чине бригадира Грейнджер был назначен главнокомандующим армией Гайаны. В 1990 году перешёл на пост советника президента по национальной безопасности, а в 1992 году вышел в отставку.
Грейнджер в том же году основал газету Guyana Review и стал её ответственным редактором. Он публиковал статьи на военные, исторические и социальные темы.
В 2011 году Грейнджер стал кандидатом оппозиционной партии Народный национальный конгресс на пост президента страны, но по результатам парламентских выборов проиграл голосование представителю правящих сил Дональду Рамотару и возглавил парламентскую оппозицию.
В 2015 году в результате досрочных парламентских выборов, вызванных вотумом недоверия, вынесенным Рамотару, ННК одержал победу, а Грейнджер был избран новым президентом.

### Общественная деятельность
Грейнджер был избран председателем Исторического общества, Общества наследия Гайаны, Гильдии выпускников Университета Гайаны и шахматной федерации Гайаны. Он был также членом Совета Университета Гайаны, Ассоциации карибских историков, Ассоциации исследований Карибского бассейна, Ассоциации прессы Гайаны, фонда книг Гайаны, а в настоящее время является членом Гайанского легиона и Попечительского совета Фонда ветеранов Гайаны.

### Публикации
Грейнджер является автором исследований о национальной обороне и вопросах общественной безопасности, в частности, монографий и статей: National Defence: A Brief History of the Guyana Defence Force, 1965—2005; Public Security: Criminal Violence and Policing in Guyana; and Public Policy: The Crisis of Governance in Guyana; Five Thousand Day War: The Struggle for Haiti’s Independence, 1789—1804; The British Guiana Volunteer Force, 1948—1966; The Guyana National Service, 1974—2000; The Guyana People’s Militia, 1976—1997; The Queen’s College Cadet Corps, 1889—1975; Guyana’s Coinage, 1808—2008; The Era of Enslavement, 1638—1838; The Village Movement, 1839—1889.

### Награды

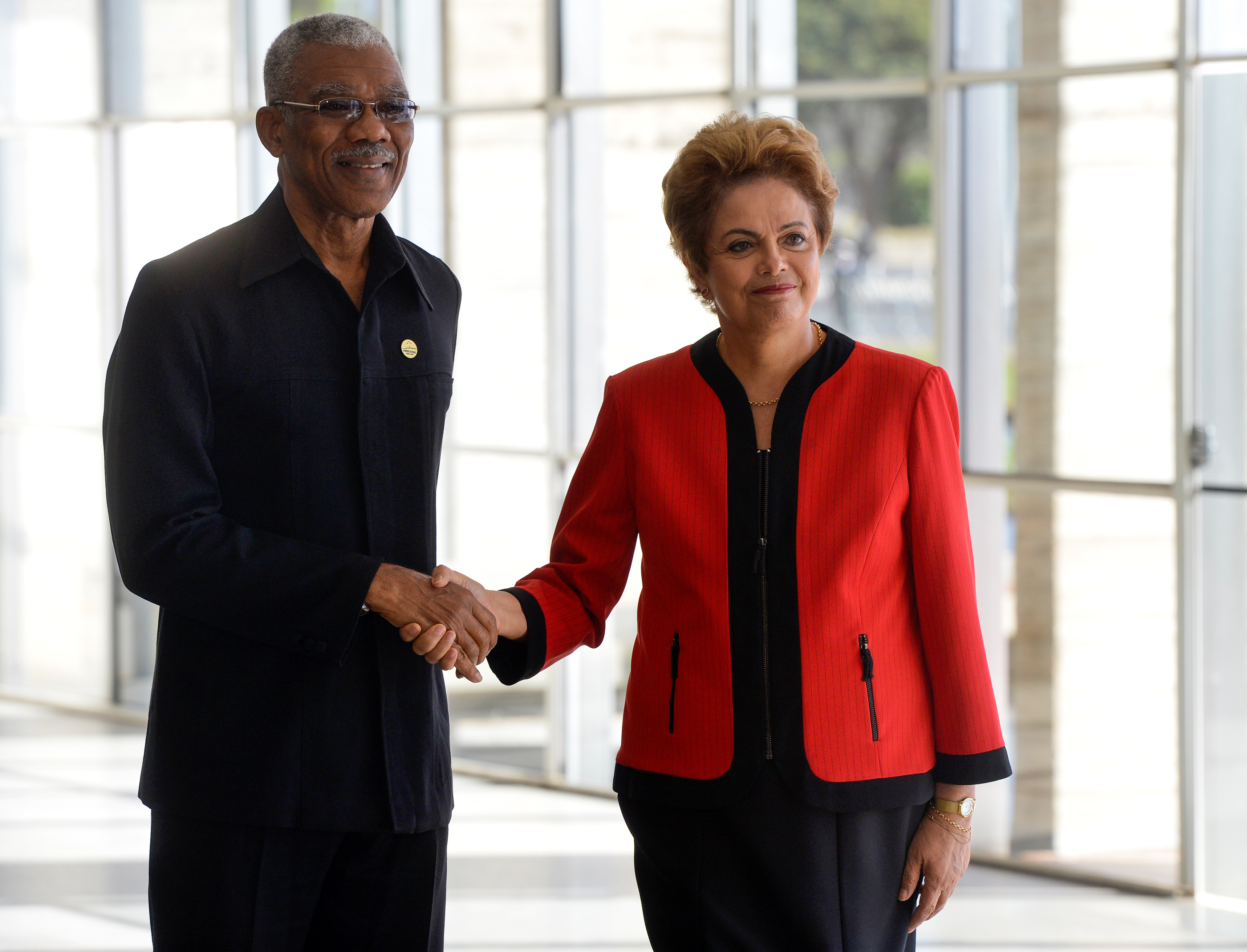
Грейнджер и президент Бразилии Дилма Русеф, 2015 год.

Грейнджер является обладателем трёх национальных наград: медали за боеспособность (1976), медали за военную службу (1981) и Звезды за выдающуюся военную службу (1985).

## Личная жизнь
Грейнджер женат на Сандре, урождённой Чан-A-Сью, и имеет двух дочерей.